# Anders Roswall
Claes Anders Alexander Roswall, född 23 augusti 1869 i Vimmerby, död 30 oktober 1938 i Enskede församling, var en svensk ämbetsman och författare av facklitteratur med inriktning på hushåll och matlagning.
Roswall avlade studentexamen 1887. Han blev kammarskrivare 1901, förste revisor 1906, kamrer 1913 och var riksgäldskommissarie 1917–1934 i Riksgäldskontoret. Roswall utgav bland annat Djurvännernas tidning (1903–1912 och 1915–1924). Mest känd är han för sitt verk Handbok i varukännedom för alla från 1903. Totalt har han författat nio verk och publicerats i elva tidskrifter.